# Alles is nog steeds zoals het zou moeten zijn
Alles is nog steeds zoals het zou moeten zijn is een Nederlandse komische dramafilm uit 2023 geregisseerd door Erwin van den Eshof. De film is het vervolg op Alles is zoals het zou moeten zijn film uit 2020 en ging op 9 november 2023 in première.

## Verhaal
De film volgt de jonge moeder Iris wiens leven, een aantal jaar na de vorige film, eindelijk is zoals het zou moeten zijn. Ze is zwanger van haar grote liefde Reza en wordt na de bevalling ook nog eens ten huwelijk gevraagd door hem. In eerste instantie lijkt Iris op een grote roze wolk te zitten, totdat ze te maken krijgt met de perikelen van een samengesteld gezin, een bemoeizuchtige ex en een moeizame band met haar moeder. Hierdoor slaan uiteindelijk de stoppen door bij Iris, dat onbedoeld haar droomhuwelijk in gevaar brengt.

## Rolverdeling
| acteur            | personage             |
| ----------------- | --------------------- |
| Barbara Sloesen   | Iris                  |
| Walid Benmbarek   | Reza                  |
| Jelle de Jong     | Pieter                |
| Sanne Langelaar   | Babette               |
| Holly Mae Brood   | Claudia               |
| Anna Keuning      | Linda                 |
| Renée Fokker      | Marjan                |
| Jennifer Welts    | Suus                  |
| Loek Willemsen    | Milan                 |
| Margo Dames       | mevrouw van Kralingen |
| Peter Blok        | meneer van Kralingen  |
| Pip Lieke Lucas   | juf Renate            |
| Joop Hart         | vader van Reza        |
| Ouria Tsouli      | moeder van Reza       |
| Viv Pupe          | trouwambtenaar        |
| Anne van der Burg | barista               |
| Daphne Deckers    | zichzelf              |

## Achtergrond
De film werd geregisseerd door Erwin van den Eshof en geproduceerd door Marcel de Blok en Tom de Mol. Het scenario van de film werd geschreven door Anna Pauwels en is afgeleid van het boek Alles is zoals het zou moeten zijn van Daphne Deckers uit 2012. De opnames van de film gingen in maart 2022 van start in Parijs. De film dient als vervolgfilm op de film Alles is zoals het zou moeten zijn uit 2020. Meerdere acteurs uit de vorige film hernamen hun rol, waaronder Barbara Sloesen, Jelle de Jong, Sanne Langelaar, Holly Mae Brood en Renée Fokker.
Alles is nog steeds zoals het zou moeten zijn ging op 9 november 2023 in première. Een kleine drie weken later, op 29 november 2023, werd de film bekroond met een Gouden Film voor het behalen van 100.000 bezoekers.